# Матч за звание чемпиона мира по шахматам 1990
Матч на первенство мира по шахматам проходил с 8 октября по 31 декабря 1990 года в Нью-Йорке (1—12 партии) и Лионе (13—24 партии). Это был пятый и последний матч за звание чемпиона мира между Каспаровым и победителем соревнований претендентов Карповым, а также последний матч перед расколом, произошедшим в 1993 году, когда Каспаров и Шорт объявили об отказе играть матч под эгидой ФИДЕ.
Гарри Каспаров досрочно обеспечил себе сохранение звания чемпиона мира, сыграв вничью в 22-й партии. Выигрывая на тот момент на 2 очка. По регламенту матч продолжался все 24 партии. Общий счёт матча после всех 24 партий +4 −3 =17. Примечательно, что Каспаров, формально представлявший СССР, выступал под бело-сине-красным флагом как символом новой России. Его соперник — Анатолий Карпов, играл под красным флагом СССР.

## Примечательные партии

### Каспаров — Карпов
|   | a | b | c | d | e | f | g | h |   |
| - | --- | --- | --- | --- | --- | --- | --- | --- | - |
| 8 | a8 чёрная ладья · e8 белая ладья · f8 чёрный слон · h8 чёрный король · a6 чёрная пешка · d6 чёрная пешка · f6 чёрный ферзь · h6 чёрная пешка · d5 чёрный конь · f5 чёрный слон · g5 белый конь · a4 белая пешка · b4 чёрный конь · h4 белый ферзь · g3 белая ладья · h3 белая пешка · b2 чёрная пешка · f2 белая пешка · g2 белая пешка · h2 белый король · b1 белый слон | a8 чёрная ладья · e8 белая ладья · f8 чёрный слон · h8 чёрный король · a6 чёрная пешка · d6 чёрная пешка · f6 чёрный ферзь · h6 чёрная пешка · d5 чёрный конь · f5 чёрный слон · g5 белый конь · a4 белая пешка · b4 чёрный конь · h4 белый ферзь · g3 белая ладья · h3 белая пешка · b2 чёрная пешка · f2 белая пешка · g2 белая пешка · h2 белый король · b1 белый слон | a8 чёрная ладья · e8 белая ладья · f8 чёрный слон · h8 чёрный король · a6 чёрная пешка · d6 чёрная пешка · f6 чёрный ферзь · h6 чёрная пешка · d5 чёрный конь · f5 чёрный слон · g5 белый конь · a4 белая пешка · b4 чёрный конь · h4 белый ферзь · g3 белая ладья · h3 белая пешка · b2 чёрная пешка · f2 белая пешка · g2 белая пешка · h2 белый король · b1 белый слон | a8 чёрная ладья · e8 белая ладья · f8 чёрный слон · h8 чёрный король · a6 чёрная пешка · d6 чёрная пешка · f6 чёрный ферзь · h6 чёрная пешка · d5 чёрный конь · f5 чёрный слон · g5 белый конь · a4 белая пешка · b4 чёрный конь · h4 белый ферзь · g3 белая ладья · h3 белая пешка · b2 чёрная пешка · f2 белая пешка · g2 белая пешка · h2 белый король · b1 белый слон | a8 чёрная ладья · e8 белая ладья · f8 чёрный слон · h8 чёрный король · a6 чёрная пешка · d6 чёрная пешка · f6 чёрный ферзь · h6 чёрная пешка · d5 чёрный конь · f5 чёрный слон · g5 белый конь · a4 белая пешка · b4 чёрный конь · h4 белый ферзь · g3 белая ладья · h3 белая пешка · b2 чёрная пешка · f2 белая пешка · g2 белая пешка · h2 белый король · b1 белый слон | a8 чёрная ладья · e8 белая ладья · f8 чёрный слон · h8 чёрный король · a6 чёрная пешка · d6 чёрная пешка · f6 чёрный ферзь · h6 чёрная пешка · d5 чёрный конь · f5 чёрный слон · g5 белый конь · a4 белая пешка · b4 чёрный конь · h4 белый ферзь · g3 белая ладья · h3 белая пешка · b2 чёрная пешка · f2 белая пешка · g2 белая пешка · h2 белый король · b1 белый слон | a8 чёрная ладья · e8 белая ладья · f8 чёрный слон · h8 чёрный король · a6 чёрная пешка · d6 чёрная пешка · f6 чёрный ферзь · h6 чёрная пешка · d5 чёрный конь · f5 чёрный слон · g5 белый конь · a4 белая пешка · b4 чёрный конь · h4 белый ферзь · g3 белая ладья · h3 белая пешка · b2 чёрная пешка · f2 белая пешка · g2 белая пешка · h2 белый король · b1 белый слон | a8 чёрная ладья · e8 белая ладья · f8 чёрный слон · h8 чёрный король · a6 чёрная пешка · d6 чёрная пешка · f6 чёрный ферзь · h6 чёрная пешка · d5 чёрный конь · f5 чёрный слон · g5 белый конь · a4 белая пешка · b4 чёрный конь · h4 белый ферзь · g3 белая ладья · h3 белая пешка · b2 чёрная пешка · f2 белая пешка · g2 белая пешка · h2 белый король · b1 белый слон | 8 |
| 7 | a8 чёрная ладья · e8 белая ладья · f8 чёрный слон · h8 чёрный король · a6 чёрная пешка · d6 чёрная пешка · f6 чёрный ферзь · h6 чёрная пешка · d5 чёрный конь · f5 чёрный слон · g5 белый конь · a4 белая пешка · b4 чёрный конь · h4 белый ферзь · g3 белая ладья · h3 белая пешка · b2 чёрная пешка · f2 белая пешка · g2 белая пешка · h2 белый король · b1 белый слон | a8 чёрная ладья · e8 белая ладья · f8 чёрный слон · h8 чёрный король · a6 чёрная пешка · d6 чёрная пешка · f6 чёрный ферзь · h6 чёрная пешка · d5 чёрный конь · f5 чёрный слон · g5 белый конь · a4 белая пешка · b4 чёрный конь · h4 белый ферзь · g3 белая ладья · h3 белая пешка · b2 чёрная пешка · f2 белая пешка · g2 белая пешка · h2 белый король · b1 белый слон | a8 чёрная ладья · e8 белая ладья · f8 чёрный слон · h8 чёрный король · a6 чёрная пешка · d6 чёрная пешка · f6 чёрный ферзь · h6 чёрная пешка · d5 чёрный конь · f5 чёрный слон · g5 белый конь · a4 белая пешка · b4 чёрный конь · h4 белый ферзь · g3 белая ладья · h3 белая пешка · b2 чёрная пешка · f2 белая пешка · g2 белая пешка · h2 белый король · b1 белый слон | a8 чёрная ладья · e8 белая ладья · f8 чёрный слон · h8 чёрный король · a6 чёрная пешка · d6 чёрная пешка · f6 чёрный ферзь · h6 чёрная пешка · d5 чёрный конь · f5 чёрный слон · g5 белый конь · a4 белая пешка · b4 чёрный конь · h4 белый ферзь · g3 белая ладья · h3 белая пешка · b2 чёрная пешка · f2 белая пешка · g2 белая пешка · h2 белый король · b1 белый слон | a8 чёрная ладья · e8 белая ладья · f8 чёрный слон · h8 чёрный король · a6 чёрная пешка · d6 чёрная пешка · f6 чёрный ферзь · h6 чёрная пешка · d5 чёрный конь · f5 чёрный слон · g5 белый конь · a4 белая пешка · b4 чёрный конь · h4 белый ферзь · g3 белая ладья · h3 белая пешка · b2 чёрная пешка · f2 белая пешка · g2 белая пешка · h2 белый король · b1 белый слон | a8 чёрная ладья · e8 белая ладья · f8 чёрный слон · h8 чёрный король · a6 чёрная пешка · d6 чёрная пешка · f6 чёрный ферзь · h6 чёрная пешка · d5 чёрный конь · f5 чёрный слон · g5 белый конь · a4 белая пешка · b4 чёрный конь · h4 белый ферзь · g3 белая ладья · h3 белая пешка · b2 чёрная пешка · f2 белая пешка · g2 белая пешка · h2 белый король · b1 белый слон | a8 чёрная ладья · e8 белая ладья · f8 чёрный слон · h8 чёрный король · a6 чёрная пешка · d6 чёрная пешка · f6 чёрный ферзь · h6 чёрная пешка · d5 чёрный конь · f5 чёрный слон · g5 белый конь · a4 белая пешка · b4 чёрный конь · h4 белый ферзь · g3 белая ладья · h3 белая пешка · b2 чёрная пешка · f2 белая пешка · g2 белая пешка · h2 белый король · b1 белый слон | a8 чёрная ладья · e8 белая ладья · f8 чёрный слон · h8 чёрный король · a6 чёрная пешка · d6 чёрная пешка · f6 чёрный ферзь · h6 чёрная пешка · d5 чёрный конь · f5 чёрный слон · g5 белый конь · a4 белая пешка · b4 чёрный конь · h4 белый ферзь · g3 белая ладья · h3 белая пешка · b2 чёрная пешка · f2 белая пешка · g2 белая пешка · h2 белый король · b1 белый слон | 7 |
| 6 | a8 чёрная ладья · e8 белая ладья · f8 чёрный слон · h8 чёрный король · a6 чёрная пешка · d6 чёрная пешка · f6 чёрный ферзь · h6 чёрная пешка · d5 чёрный конь · f5 чёрный слон · g5 белый конь · a4 белая пешка · b4 чёрный конь · h4 белый ферзь · g3 белая ладья · h3 белая пешка · b2 чёрная пешка · f2 белая пешка · g2 белая пешка · h2 белый король · b1 белый слон | a8 чёрная ладья · e8 белая ладья · f8 чёрный слон · h8 чёрный король · a6 чёрная пешка · d6 чёрная пешка · f6 чёрный ферзь · h6 чёрная пешка · d5 чёрный конь · f5 чёрный слон · g5 белый конь · a4 белая пешка · b4 чёрный конь · h4 белый ферзь · g3 белая ладья · h3 белая пешка · b2 чёрная пешка · f2 белая пешка · g2 белая пешка · h2 белый король · b1 белый слон | a8 чёрная ладья · e8 белая ладья · f8 чёрный слон · h8 чёрный король · a6 чёрная пешка · d6 чёрная пешка · f6 чёрный ферзь · h6 чёрная пешка · d5 чёрный конь · f5 чёрный слон · g5 белый конь · a4 белая пешка · b4 чёрный конь · h4 белый ферзь · g3 белая ладья · h3 белая пешка · b2 чёрная пешка · f2 белая пешка · g2 белая пешка · h2 белый король · b1 белый слон | a8 чёрная ладья · e8 белая ладья · f8 чёрный слон · h8 чёрный король · a6 чёрная пешка · d6 чёрная пешка · f6 чёрный ферзь · h6 чёрная пешка · d5 чёрный конь · f5 чёрный слон · g5 белый конь · a4 белая пешка · b4 чёрный конь · h4 белый ферзь · g3 белая ладья · h3 белая пешка · b2 чёрная пешка · f2 белая пешка · g2 белая пешка · h2 белый король · b1 белый слон | a8 чёрная ладья · e8 белая ладья · f8 чёрный слон · h8 чёрный король · a6 чёрная пешка · d6 чёрная пешка · f6 чёрный ферзь · h6 чёрная пешка · d5 чёрный конь · f5 чёрный слон · g5 белый конь · a4 белая пешка · b4 чёрный конь · h4 белый ферзь · g3 белая ладья · h3 белая пешка · b2 чёрная пешка · f2 белая пешка · g2 белая пешка · h2 белый король · b1 белый слон | a8 чёрная ладья · e8 белая ладья · f8 чёрный слон · h8 чёрный король · a6 чёрная пешка · d6 чёрная пешка · f6 чёрный ферзь · h6 чёрная пешка · d5 чёрный конь · f5 чёрный слон · g5 белый конь · a4 белая пешка · b4 чёрный конь · h4 белый ферзь · g3 белая ладья · h3 белая пешка · b2 чёрная пешка · f2 белая пешка · g2 белая пешка · h2 белый король · b1 белый слон | a8 чёрная ладья · e8 белая ладья · f8 чёрный слон · h8 чёрный король · a6 чёрная пешка · d6 чёрная пешка · f6 чёрный ферзь · h6 чёрная пешка · d5 чёрный конь · f5 чёрный слон · g5 белый конь · a4 белая пешка · b4 чёрный конь · h4 белый ферзь · g3 белая ладья · h3 белая пешка · b2 чёрная пешка · f2 белая пешка · g2 белая пешка · h2 белый король · b1 белый слон | a8 чёрная ладья · e8 белая ладья · f8 чёрный слон · h8 чёрный король · a6 чёрная пешка · d6 чёрная пешка · f6 чёрный ферзь · h6 чёрная пешка · d5 чёрный конь · f5 чёрный слон · g5 белый конь · a4 белая пешка · b4 чёрный конь · h4 белый ферзь · g3 белая ладья · h3 белая пешка · b2 чёрная пешка · f2 белая пешка · g2 белая пешка · h2 белый король · b1 белый слон | 6 |
| 5 | a8 чёрная ладья · e8 белая ладья · f8 чёрный слон · h8 чёрный король · a6 чёрная пешка · d6 чёрная пешка · f6 чёрный ферзь · h6 чёрная пешка · d5 чёрный конь · f5 чёрный слон · g5 белый конь · a4 белая пешка · b4 чёрный конь · h4 белый ферзь · g3 белая ладья · h3 белая пешка · b2 чёрная пешка · f2 белая пешка · g2 белая пешка · h2 белый король · b1 белый слон | a8 чёрная ладья · e8 белая ладья · f8 чёрный слон · h8 чёрный король · a6 чёрная пешка · d6 чёрная пешка · f6 чёрный ферзь · h6 чёрная пешка · d5 чёрный конь · f5 чёрный слон · g5 белый конь · a4 белая пешка · b4 чёрный конь · h4 белый ферзь · g3 белая ладья · h3 белая пешка · b2 чёрная пешка · f2 белая пешка · g2 белая пешка · h2 белый король · b1 белый слон | a8 чёрная ладья · e8 белая ладья · f8 чёрный слон · h8 чёрный король · a6 чёрная пешка · d6 чёрная пешка · f6 чёрный ферзь · h6 чёрная пешка · d5 чёрный конь · f5 чёрный слон · g5 белый конь · a4 белая пешка · b4 чёрный конь · h4 белый ферзь · g3 белая ладья · h3 белая пешка · b2 чёрная пешка · f2 белая пешка · g2 белая пешка · h2 белый король · b1 белый слон | a8 чёрная ладья · e8 белая ладья · f8 чёрный слон · h8 чёрный король · a6 чёрная пешка · d6 чёрная пешка · f6 чёрный ферзь · h6 чёрная пешка · d5 чёрный конь · f5 чёрный слон · g5 белый конь · a4 белая пешка · b4 чёрный конь · h4 белый ферзь · g3 белая ладья · h3 белая пешка · b2 чёрная пешка · f2 белая пешка · g2 белая пешка · h2 белый король · b1 белый слон | a8 чёрная ладья · e8 белая ладья · f8 чёрный слон · h8 чёрный король · a6 чёрная пешка · d6 чёрная пешка · f6 чёрный ферзь · h6 чёрная пешка · d5 чёрный конь · f5 чёрный слон · g5 белый конь · a4 белая пешка · b4 чёрный конь · h4 белый ферзь · g3 белая ладья · h3 белая пешка · b2 чёрная пешка · f2 белая пешка · g2 белая пешка · h2 белый король · b1 белый слон | a8 чёрная ладья · e8 белая ладья · f8 чёрный слон · h8 чёрный король · a6 чёрная пешка · d6 чёрная пешка · f6 чёрный ферзь · h6 чёрная пешка · d5 чёрный конь · f5 чёрный слон · g5 белый конь · a4 белая пешка · b4 чёрный конь · h4 белый ферзь · g3 белая ладья · h3 белая пешка · b2 чёрная пешка · f2 белая пешка · g2 белая пешка · h2 белый король · b1 белый слон | a8 чёрная ладья · e8 белая ладья · f8 чёрный слон · h8 чёрный король · a6 чёрная пешка · d6 чёрная пешка · f6 чёрный ферзь · h6 чёрная пешка · d5 чёрный конь · f5 чёрный слон · g5 белый конь · a4 белая пешка · b4 чёрный конь · h4 белый ферзь · g3 белая ладья · h3 белая пешка · b2 чёрная пешка · f2 белая пешка · g2 белая пешка · h2 белый король · b1 белый слон | a8 чёрная ладья · e8 белая ладья · f8 чёрный слон · h8 чёрный король · a6 чёрная пешка · d6 чёрная пешка · f6 чёрный ферзь · h6 чёрная пешка · d5 чёрный конь · f5 чёрный слон · g5 белый конь · a4 белая пешка · b4 чёрный конь · h4 белый ферзь · g3 белая ладья · h3 белая пешка · b2 чёрная пешка · f2 белая пешка · g2 белая пешка · h2 белый король · b1 белый слон | 5 |
| 4 | a8 чёрная ладья · e8 белая ладья · f8 чёрный слон · h8 чёрный король · a6 чёрная пешка · d6 чёрная пешка · f6 чёрный ферзь · h6 чёрная пешка · d5 чёрный конь · f5 чёрный слон · g5 белый конь · a4 белая пешка · b4 чёрный конь · h4 белый ферзь · g3 белая ладья · h3 белая пешка · b2 чёрная пешка · f2 белая пешка · g2 белая пешка · h2 белый король · b1 белый слон | a8 чёрная ладья · e8 белая ладья · f8 чёрный слон · h8 чёрный король · a6 чёрная пешка · d6 чёрная пешка · f6 чёрный ферзь · h6 чёрная пешка · d5 чёрный конь · f5 чёрный слон · g5 белый конь · a4 белая пешка · b4 чёрный конь · h4 белый ферзь · g3 белая ладья · h3 белая пешка · b2 чёрная пешка · f2 белая пешка · g2 белая пешка · h2 белый король · b1 белый слон | a8 чёрная ладья · e8 белая ладья · f8 чёрный слон · h8 чёрный король · a6 чёрная пешка · d6 чёрная пешка · f6 чёрный ферзь · h6 чёрная пешка · d5 чёрный конь · f5 чёрный слон · g5 белый конь · a4 белая пешка · b4 чёрный конь · h4 белый ферзь · g3 белая ладья · h3 белая пешка · b2 чёрная пешка · f2 белая пешка · g2 белая пешка · h2 белый король · b1 белый слон | a8 чёрная ладья · e8 белая ладья · f8 чёрный слон · h8 чёрный король · a6 чёрная пешка · d6 чёрная пешка · f6 чёрный ферзь · h6 чёрная пешка · d5 чёрный конь · f5 чёрный слон · g5 белый конь · a4 белая пешка · b4 чёрный конь · h4 белый ферзь · g3 белая ладья · h3 белая пешка · b2 чёрная пешка · f2 белая пешка · g2 белая пешка · h2 белый король · b1 белый слон | a8 чёрная ладья · e8 белая ладья · f8 чёрный слон · h8 чёрный король · a6 чёрная пешка · d6 чёрная пешка · f6 чёрный ферзь · h6 чёрная пешка · d5 чёрный конь · f5 чёрный слон · g5 белый конь · a4 белая пешка · b4 чёрный конь · h4 белый ферзь · g3 белая ладья · h3 белая пешка · b2 чёрная пешка · f2 белая пешка · g2 белая пешка · h2 белый король · b1 белый слон | a8 чёрная ладья · e8 белая ладья · f8 чёрный слон · h8 чёрный король · a6 чёрная пешка · d6 чёрная пешка · f6 чёрный ферзь · h6 чёрная пешка · d5 чёрный конь · f5 чёрный слон · g5 белый конь · a4 белая пешка · b4 чёрный конь · h4 белый ферзь · g3 белая ладья · h3 белая пешка · b2 чёрная пешка · f2 белая пешка · g2 белая пешка · h2 белый король · b1 белый слон | a8 чёрная ладья · e8 белая ладья · f8 чёрный слон · h8 чёрный король · a6 чёрная пешка · d6 чёрная пешка · f6 чёрный ферзь · h6 чёрная пешка · d5 чёрный конь · f5 чёрный слон · g5 белый конь · a4 белая пешка · b4 чёрный конь · h4 белый ферзь · g3 белая ладья · h3 белая пешка · b2 чёрная пешка · f2 белая пешка · g2 белая пешка · h2 белый король · b1 белый слон | a8 чёрная ладья · e8 белая ладья · f8 чёрный слон · h8 чёрный король · a6 чёрная пешка · d6 чёрная пешка · f6 чёрный ферзь · h6 чёрная пешка · d5 чёрный конь · f5 чёрный слон · g5 белый конь · a4 белая пешка · b4 чёрный конь · h4 белый ферзь · g3 белая ладья · h3 белая пешка · b2 чёрная пешка · f2 белая пешка · g2 белая пешка · h2 белый король · b1 белый слон | 4 |
| 3 | a8 чёрная ладья · e8 белая ладья · f8 чёрный слон · h8 чёрный король · a6 чёрная пешка · d6 чёрная пешка · f6 чёрный ферзь · h6 чёрная пешка · d5 чёрный конь · f5 чёрный слон · g5 белый конь · a4 белая пешка · b4 чёрный конь · h4 белый ферзь · g3 белая ладья · h3 белая пешка · b2 чёрная пешка · f2 белая пешка · g2 белая пешка · h2 белый король · b1 белый слон | a8 чёрная ладья · e8 белая ладья · f8 чёрный слон · h8 чёрный король · a6 чёрная пешка · d6 чёрная пешка · f6 чёрный ферзь · h6 чёрная пешка · d5 чёрный конь · f5 чёрный слон · g5 белый конь · a4 белая пешка · b4 чёрный конь · h4 белый ферзь · g3 белая ладья · h3 белая пешка · b2 чёрная пешка · f2 белая пешка · g2 белая пешка · h2 белый король · b1 белый слон | a8 чёрная ладья · e8 белая ладья · f8 чёрный слон · h8 чёрный король · a6 чёрная пешка · d6 чёрная пешка · f6 чёрный ферзь · h6 чёрная пешка · d5 чёрный конь · f5 чёрный слон · g5 белый конь · a4 белая пешка · b4 чёрный конь · h4 белый ферзь · g3 белая ладья · h3 белая пешка · b2 чёрная пешка · f2 белая пешка · g2 белая пешка · h2 белый король · b1 белый слон | a8 чёрная ладья · e8 белая ладья · f8 чёрный слон · h8 чёрный король · a6 чёрная пешка · d6 чёрная пешка · f6 чёрный ферзь · h6 чёрная пешка · d5 чёрный конь · f5 чёрный слон · g5 белый конь · a4 белая пешка · b4 чёрный конь · h4 белый ферзь · g3 белая ладья · h3 белая пешка · b2 чёрная пешка · f2 белая пешка · g2 белая пешка · h2 белый король · b1 белый слон | a8 чёрная ладья · e8 белая ладья · f8 чёрный слон · h8 чёрный король · a6 чёрная пешка · d6 чёрная пешка · f6 чёрный ферзь · h6 чёрная пешка · d5 чёрный конь · f5 чёрный слон · g5 белый конь · a4 белая пешка · b4 чёрный конь · h4 белый ферзь · g3 белая ладья · h3 белая пешка · b2 чёрная пешка · f2 белая пешка · g2 белая пешка · h2 белый король · b1 белый слон | a8 чёрная ладья · e8 белая ладья · f8 чёрный слон · h8 чёрный король · a6 чёрная пешка · d6 чёрная пешка · f6 чёрный ферзь · h6 чёрная пешка · d5 чёрный конь · f5 чёрный слон · g5 белый конь · a4 белая пешка · b4 чёрный конь · h4 белый ферзь · g3 белая ладья · h3 белая пешка · b2 чёрная пешка · f2 белая пешка · g2 белая пешка · h2 белый король · b1 белый слон | a8 чёрная ладья · e8 белая ладья · f8 чёрный слон · h8 чёрный король · a6 чёрная пешка · d6 чёрная пешка · f6 чёрный ферзь · h6 чёрная пешка · d5 чёрный конь · f5 чёрный слон · g5 белый конь · a4 белая пешка · b4 чёрный конь · h4 белый ферзь · g3 белая ладья · h3 белая пешка · b2 чёрная пешка · f2 белая пешка · g2 белая пешка · h2 белый король · b1 белый слон | a8 чёрная ладья · e8 белая ладья · f8 чёрный слон · h8 чёрный король · a6 чёрная пешка · d6 чёрная пешка · f6 чёрный ферзь · h6 чёрная пешка · d5 чёрный конь · f5 чёрный слон · g5 белый конь · a4 белая пешка · b4 чёрный конь · h4 белый ферзь · g3 белая ладья · h3 белая пешка · b2 чёрная пешка · f2 белая пешка · g2 белая пешка · h2 белый король · b1 белый слон | 3 |
| 2 | a8 чёрная ладья · e8 белая ладья · f8 чёрный слон · h8 чёрный король · a6 чёрная пешка · d6 чёрная пешка · f6 чёрный ферзь · h6 чёрная пешка · d5 чёрный конь · f5 чёрный слон · g5 белый конь · a4 белая пешка · b4 чёрный конь · h4 белый ферзь · g3 белая ладья · h3 белая пешка · b2 чёрная пешка · f2 белая пешка · g2 белая пешка · h2 белый король · b1 белый слон | a8 чёрная ладья · e8 белая ладья · f8 чёрный слон · h8 чёрный король · a6 чёрная пешка · d6 чёрная пешка · f6 чёрный ферзь · h6 чёрная пешка · d5 чёрный конь · f5 чёрный слон · g5 белый конь · a4 белая пешка · b4 чёрный конь · h4 белый ферзь · g3 белая ладья · h3 белая пешка · b2 чёрная пешка · f2 белая пешка · g2 белая пешка · h2 белый король · b1 белый слон | a8 чёрная ладья · e8 белая ладья · f8 чёрный слон · h8 чёрный король · a6 чёрная пешка · d6 чёрная пешка · f6 чёрный ферзь · h6 чёрная пешка · d5 чёрный конь · f5 чёрный слон · g5 белый конь · a4 белая пешка · b4 чёрный конь · h4 белый ферзь · g3 белая ладья · h3 белая пешка · b2 чёрная пешка · f2 белая пешка · g2 белая пешка · h2 белый король · b1 белый слон | a8 чёрная ладья · e8 белая ладья · f8 чёрный слон · h8 чёрный король · a6 чёрная пешка · d6 чёрная пешка · f6 чёрный ферзь · h6 чёрная пешка · d5 чёрный конь · f5 чёрный слон · g5 белый конь · a4 белая пешка · b4 чёрный конь · h4 белый ферзь · g3 белая ладья · h3 белая пешка · b2 чёрная пешка · f2 белая пешка · g2 белая пешка · h2 белый король · b1 белый слон | a8 чёрная ладья · e8 белая ладья · f8 чёрный слон · h8 чёрный король · a6 чёрная пешка · d6 чёрная пешка · f6 чёрный ферзь · h6 чёрная пешка · d5 чёрный конь · f5 чёрный слон · g5 белый конь · a4 белая пешка · b4 чёрный конь · h4 белый ферзь · g3 белая ладья · h3 белая пешка · b2 чёрная пешка · f2 белая пешка · g2 белая пешка · h2 белый король · b1 белый слон | a8 чёрная ладья · e8 белая ладья · f8 чёрный слон · h8 чёрный король · a6 чёрная пешка · d6 чёрная пешка · f6 чёрный ферзь · h6 чёрная пешка · d5 чёрный конь · f5 чёрный слон · g5 белый конь · a4 белая пешка · b4 чёрный конь · h4 белый ферзь · g3 белая ладья · h3 белая пешка · b2 чёрная пешка · f2 белая пешка · g2 белая пешка · h2 белый король · b1 белый слон | a8 чёрная ладья · e8 белая ладья · f8 чёрный слон · h8 чёрный король · a6 чёрная пешка · d6 чёрная пешка · f6 чёрный ферзь · h6 чёрная пешка · d5 чёрный конь · f5 чёрный слон · g5 белый конь · a4 белая пешка · b4 чёрный конь · h4 белый ферзь · g3 белая ладья · h3 белая пешка · b2 чёрная пешка · f2 белая пешка · g2 белая пешка · h2 белый король · b1 белый слон | a8 чёрная ладья · e8 белая ладья · f8 чёрный слон · h8 чёрный король · a6 чёрная пешка · d6 чёрная пешка · f6 чёрный ферзь · h6 чёрная пешка · d5 чёрный конь · f5 чёрный слон · g5 белый конь · a4 белая пешка · b4 чёрный конь · h4 белый ферзь · g3 белая ладья · h3 белая пешка · b2 чёрная пешка · f2 белая пешка · g2 белая пешка · h2 белый король · b1 белый слон | 2 |
| 1 | a8 чёрная ладья · e8 белая ладья · f8 чёрный слон · h8 чёрный король · a6 чёрная пешка · d6 чёрная пешка · f6 чёрный ферзь · h6 чёрная пешка · d5 чёрный конь · f5 чёрный слон · g5 белый конь · a4 белая пешка · b4 чёрный конь · h4 белый ферзь · g3 белая ладья · h3 белая пешка · b2 чёрная пешка · f2 белая пешка · g2 белая пешка · h2 белый король · b1 белый слон | a8 чёрная ладья · e8 белая ладья · f8 чёрный слон · h8 чёрный король · a6 чёрная пешка · d6 чёрная пешка · f6 чёрный ферзь · h6 чёрная пешка · d5 чёрный конь · f5 чёрный слон · g5 белый конь · a4 белая пешка · b4 чёрный конь · h4 белый ферзь · g3 белая ладья · h3 белая пешка · b2 чёрная пешка · f2 белая пешка · g2 белая пешка · h2 белый король · b1 белый слон | a8 чёрная ладья · e8 белая ладья · f8 чёрный слон · h8 чёрный король · a6 чёрная пешка · d6 чёрная пешка · f6 чёрный ферзь · h6 чёрная пешка · d5 чёрный конь · f5 чёрный слон · g5 белый конь · a4 белая пешка · b4 чёрный конь · h4 белый ферзь · g3 белая ладья · h3 белая пешка · b2 чёрная пешка · f2 белая пешка · g2 белая пешка · h2 белый король · b1 белый слон | a8 чёрная ладья · e8 белая ладья · f8 чёрный слон · h8 чёрный король · a6 чёрная пешка · d6 чёрная пешка · f6 чёрный ферзь · h6 чёрная пешка · d5 чёрный конь · f5 чёрный слон · g5 белый конь · a4 белая пешка · b4 чёрный конь · h4 белый ферзь · g3 белая ладья · h3 белая пешка · b2 чёрная пешка · f2 белая пешка · g2 белая пешка · h2 белый король · b1 белый слон | a8 чёрная ладья · e8 белая ладья · f8 чёрный слон · h8 чёрный король · a6 чёрная пешка · d6 чёрная пешка · f6 чёрный ферзь · h6 чёрная пешка · d5 чёрный конь · f5 чёрный слон · g5 белый конь · a4 белая пешка · b4 чёрный конь · h4 белый ферзь · g3 белая ладья · h3 белая пешка · b2 чёрная пешка · f2 белая пешка · g2 белая пешка · h2 белый король · b1 белый слон | a8 чёрная ладья · e8 белая ладья · f8 чёрный слон · h8 чёрный король · a6 чёрная пешка · d6 чёрная пешка · f6 чёрный ферзь · h6 чёрная пешка · d5 чёрный конь · f5 чёрный слон · g5 белый конь · a4 белая пешка · b4 чёрный конь · h4 белый ферзь · g3 белая ладья · h3 белая пешка · b2 чёрная пешка · f2 белая пешка · g2 белая пешка · h2 белый король · b1 белый слон | a8 чёрная ладья · e8 белая ладья · f8 чёрный слон · h8 чёрный король · a6 чёрная пешка · d6 чёрная пешка · f6 чёрный ферзь · h6 чёрная пешка · d5 чёрный конь · f5 чёрный слон · g5 белый конь · a4 белая пешка · b4 чёрный конь · h4 белый ферзь · g3 белая ладья · h3 белая пешка · b2 чёрная пешка · f2 белая пешка · g2 белая пешка · h2 белый король · b1 белый слон | a8 чёрная ладья · e8 белая ладья · f8 чёрный слон · h8 чёрный король · a6 чёрная пешка · d6 чёрная пешка · f6 чёрный ферзь · h6 чёрная пешка · d5 чёрный конь · f5 чёрный слон · g5 белый конь · a4 белая пешка · b4 чёрный конь · h4 белый ферзь · g3 белая ладья · h3 белая пешка · b2 чёрная пешка · f2 белая пешка · g2 белая пешка · h2 белый король · b1 белый слон | 1 |
|   | a | b | c | d | e | f | g | h |   |

1. e4 e5 2. Кf3 Кc6 3. Сb5 a6 4. Сa4 Кf6 5. O-O Сe7 6. Лe1 b5 7. Сb3 d6 8. c3 O-O 9. h3 Сb7 10. d4 Лe8 11. Кbd2 Сf8 12. a4 h6 13. Сc2 ed 14. cd Кb4 15. Сb1 c5 16. d5 Кd7 17. Лa3 f5 18. Лae3 Кf6 19. Кh2 Крh8 20. b3 ba 21. ba c4 22. Сb2 fe 23. К:e4 Кf:d5 24. Лg3 Лe6 25. Кg4 Фe8 26. К:h6 c3 27. Кf5 cb 28. Фg4 Сc8 29. Фh4+ Лh6 30. К:h6 gh 31. Крh2 Фe5 32. Кg5 Фf6 33. Лe8 Сf5 (см. диаграмму)
34. Ф:h6+ Ф:h6 35. Кf7+ Крh7 36. С:f5+ Фg6 37. С:g6+ Крg7 38. Л:a8 Сe7 39. Лb8 a5 40. Сe4+ Кр:f7 41. С:d5+, 1 : 0

## Таблица матча
| №           | Участники        | Рейтинг     | 1     | 2     | 3     | 4     | 5     | 6     | 7     | 8     | 9     | 10    | 11    | 12   |
| ----------- | ---------------- | ----------- | ----- | ----- | ----- | ----- | ----- | ----- | ----- | ----- | ----- | ----- | ----- | ---- |
| 1           | / Гарри Каспаров | 2800        | ½     | 1     | ½     | ½     | ½     | ½     | 0     | ½     | ½     | ½     | ½     | ½    |
| 2           | Анатолий Карпов  | 2730        | ½     | 0     | ½     | ½     | ½     | ½     | 1     | ½     | ½     | ½     | ½     | ½    |
| ECO         | ECO              | ECO         | E81   | C92   | E92   | C92   | E94   | C92   | E94   | C92   | D85   | C43   | E92   | C92  |
| Игровые дни | Игровые дни      | Игровые дни | 8.10  | 10.10 | 15.10 | 17.10 | 22.10 | 24.10 | 26.10 | 29.10 | 31.10 | 2.11  | 5.11  | 7.11 |
| №           | Участники        | 13          | 14    | 15    | 16    | 17    | 18    | 19    | 20    | 21    | 22    | 23    | 24    | Очки |
| 1           | / Гарри Каспаров | ½           | ½     | ½     | 1     | 0     | 1     | ½     | 1     | ½     | ½     | 0     | ½     | 12½  |
| 2           | Анатолий Карпов  | ½           | ½     | ½     | 0     | 1     | 0     | ½     | 0     | ½     | ½     | 1     | ½     | 11½  |
| ECO         | ECO              | D85         | C45   | D85   | C45   | D85   | C92   | E92   | C92   | E87   | C92   | E87   | A17   |      |
| Игровые дни | Игровые дни      | 24.11       | 26.11 | 28.11 | 1.12  | 5.12  | 8.12  | 12.12 | 15.12 | 19.12 | 26.12 | 29.12 | 31.12 |      |